# Iglesia de San Miguel Arcángel (Pedrosa del Rey)
La iglesia de San Miguel Arcángel es un templo católico ubicado en la localidad de Pedrosa del Rey, provincia de Valladolid, Castilla y León, España, construida entre los siglos XVI y XVIII. Recibió la catalogación de bien de interés cultural el 26 de junio de 1994.

## Descripción
Construcción Renacentista de mampostería y tapial, de la primera mitad del siglo XVI, época a la que corresponde la cabecera, la parte baja de la
torre y los muros de cierre. Solamente la espadaña está obra posterior, del siglo XVII, y barroca.
Consta de tres naves, separadas por pilares que sostienen arcos de medio punto, sobre los que se apoya una bóveda de arista en la nave central, y sendas bóvedas de cañón con lunetos en las laterales. La capilla mayor, de planta rectangular, se decora con una interesante armadura mudéjar del siglo XVI.